# Itterbecker Heide
Die Itterbecker Heide ist ein Naturschutzgebiet in der niedersächsischen Gemeinde Itterbeck in der Samtgemeinde Uelsen im Landkreis Grafschaft Bentheim.

## Allgemeines
Das Naturschutzgebiet mit dem Kennzeichen NSG WE 034 ist circa 126 Hektar groß. 109 Hektar sind gleichzeitig als FFH-Gebiet ausgewiesen. Das Naturschutzgebiet ist zu einem großen Teil vom Landschaftsschutzgebiet „Uelsener Berge“ umgeben. Das Gebiet steht seit dem 23. August 2007 unter Naturschutz. Es ersetzt das ursprünglich zum 7. Oktober 1939 unter Schutz gestellte, gleichnamige Naturschutzgebiet. 2017 wurde die Naturschutzverordnung neu gefasst. Dabei wurde das zunächst 111,5 Hektar große Naturschutzgebiet im Norden auf seine heutige Größe erweitert. Zuständige untere Naturschutzbehörde ist der Landkreis Grafschaft Bentheim.

## Beschreibung
Die „Itterbecker Heide“ liegt nordwestlich von Itterbeck. Sie ist eines der größten zusammenhängenden Sandheidengebiete im Südwesten Niedersachsens. Das Heidegebiet wird von Dünen und Stauchmoränen geprägt. Zu finden sind Zwergstrauch-, Wacholder- und Krähenbeerenheide sowie Trockenrasen. Insbesondere der südliche Teil des Naturschutzgebietes ist bewaldet. Hier stocken Birken-Eichen- und Kiefernwälder. Teile der Heideflächen wurden im Winterhalbjahr 2018/2019 entkusselt und die vorhandenen Kiefernbestände freigestellt und aufgelichtet.
Teile des Naturschutzgebietes werden forst- und landwirtschaftlich genutzt. Die Quelle des Bachs Itter liegt gut einen Kilometer östlich vom Ort Itterbeck in einem Waldgebiet des Naturschutzgebietes.
Das Naturschutzgebiet ist zu einem großen Teil von Wäldern umgeben. Im Süden grenzt es an die Landesstraße 43. Im Norden verlaufen Wanderwege durch das Gebiet.